# Iréne Theorin
Iréne Theorin (Hestra, Suècia, 18 de juny de 1963) és una soprano dramàtica sueca.

## Biografia
Es va criar al camp amb cinc germans, en una comunitat de 200 habitants on encara resideix. La seva família era oberta i atenta a les obres socials però no estava relacionada amb la música. Va deixar l'institut als 17 anys per formar una família i ja tenia tres fills quan algú del veïnat que cantava al cor de la parròquia li va fer notar que havia de prendre classes.
Va iniciar amb 27 anys els seus estudis de música a Göteborg i dos anys després ja formava part de l'Òpera de Copenhaguen amb Ingrid Bjoner, Birgit Nilsson i Susanna Eken.
Destaca en rols wagnerians, especialment com a Brünnhilde a L'anell del nibelung complet en el nou Teatre Reial de Copenhaguen, Nuremberg, Pequín, Colònia, Semperoper, Dresden, Tòquio, Covent Garden, Òpera Alemanya de Berlín, com Brünnhilde de Siegfried en el Gran Teatre del Liceu de Barcelona, i com Isolda, amb la qual va fer el seu debut protagonista al Festival de Bayreuth el 2008 (havia cantat el 2000 com a Ortlinde, dirigida per Giuseppe Sinopoli), paper que ja havia cantat a Essen i Brussel·les. Va tornar al Festival amb el mateix paper en les reposicions de l'obra el 2009, 2011 i 2012.
Ha cantat Senta, Donna Anna, Eva, Leonora, Amelia, Elisabeth, Sieglinde, Gutrune, Freia, Venus, Elsa, Aida (amb la qual es va inaugurar el nou teatre d'òpera de Copenhaguen), Desdemona de Verdi, Turandot de Puccini, Elisabetta de Don Carlo i Tosca, entre d'altres.

## Discografia de referència
- Wagner, Der Ring des Nibelungen (Brünnhilde) / Schondwant, producción de Kasper Bech Holten, Danish Royal Opera, 2006.